# Giro dell'Emilia 1967
Il Giro dell'Emilia 1967, cinquantesima edizione della corsa, si svolse il 4 ottobre 1967 su un percorso di 266 km. La vittoria fu appannaggio dell'italiano Michele Dancelli, che completò il percorso in 6h24'00", precedendo i connazionali Guido De Rosso e Franco Bitossi.

## Ordine d'arrivo (Top 10)
| Pos. | Corridore          | Squadra              | Tempo    |
| ---- | ------------------ | -------------------- | -------- |
| 1    | Michele Dancelli   | Vittadello           | 6h24'00" |
| 2    | Guido De Rosso     | Vittadello           | s.t.     |
| 3    | Franco Bitossi     | Filotex              | s.t.     |
| 4    | Adriano Passuello  | Molteni              | s.t.     |
| 5    | Claudio Michelotto | Max Meyer            | s.t.     |
| 6    | Luciano Galbo      | Max Meyer            | s.t.     |
| 7    | Giancarlo Polidori | Vittadello           | s.t.     |
| 8    | Bruno Fantinato    | Max Meyer            | s.t.     |
| 9    | Luciano Armani     | Salamini-Luxor TV    | s.t.     |
| 10   | Franco Cribiori    | G.B.C.-Itla-TV Color | s.t.     |